# Ali Muhammad Mujawar
Ali Mohammed Mujawar é um político iemenita que atuou como primeiro-ministro do Iêmen entre 7 de abril de 2007 e 10 de dezembro de 2011 e anteriormente como ministro.
Durante a revolta antigovernamental no Iêmen, o presidente Ali Abdullah Saleh demitiu Mujawar e os outros membros do gabinete do Iêmen em 20 de março de 2011, mas pediu que permanecessem no cargo até que um novo governo fosse formado. Durante a revolta, em 3 de junho de 2011, Mujawar ficou gravemente ferido, juntamente com o presidente Saleh, no ataque contra a mesquita presidencial al-Nahdin. Ele passou por tratamento em Riade, na Arábia Saudita.